# 占士·加拿
詹姆斯·戴维·加纳（英語：James David Garner，2001年3月13日—）是一位英格蘭足球運動員，现效力於英超球隊艾佛頓。

## 榮譽
诺丁汉森林
- 英格蘭足球冠軍聯賽附加賽冠軍: 2022

英格蘭U21
- U21歐洲國家盃冠軍: 2023[5]

## 外部連結
- Profile （页面存档备份，存于） at the Everton F.C. website
- Soccerway資料庫：James Garner